# Paizs Goebel Jenő
Paizs Goebel Jenő, Gőbel Jenő Dezső Gyula (Budapest, 1896. június 4. – Budapest, Ferencváros, 1944. november 23.) magyar festőművész, a 20. század első felében a modern festészet egyik jeles képviselője.

## Életpályája
Gőbel Mihály selyemfestő és Liebmann Tekla Piroska fia. Az Iparrajziskola üvegfestő részlegében tanult 1915-16-ban, majd a Képzőművészeti Főiskolán folytatta tanulmányait. mesterei voltak Zemplényi Tivadar és Réti István. Tehetséges festőnek bizonyult már pályája elején is, ezért a Szinyei Merse Pál Társaságtól 1924-ben megkapta a Nemes Marcell ösztöndíjat, így el tudott menni Párizsba, ahol főleg Paul Cezanne és Giorgio de Chirico művészete hatott rá.
Dolgozott Barbizonban, a nagy elődök közül a magyar Paál László festészetét tanulmányozta behatóan. Az 1920-as évek közepén Nagybányán is alkotott, majd 1928-29-ben egyik alapító tagja a Szentendrei Festők Társaságának, s tagja lett a KUT és a KÉVE művészeti csoportosulásoknak, a Munkácsy-céhnek. 1928-ban megkapta a Szinyei Merse Pál Társaság tájképdíját. 1929-ben a barcelonai világkiállításon ezüstéremmel jutalmazták.
Párizsban a Galerie Zodiaque-ban rendezték meg gyűjteményes kiállítását 1925-ben. Az Ernst Múzeumban volt kiállítása 1925-26-ban, majd 1935-ben. 1943-ban csoportos kiállításon szerepelt az Alkotás Művészházban. A vegyes technika alkalmazásával képei egyre artisztikusabbak, finomabban árnyaltak, vidámabbak lettek, vékony-vonalas finom ecsetkezelése emlékeztetett az üvegfestési technikára (Szentendrei kishíd 1934; Havazik 1939; Lola a kertben 1942), de később, a háborúhoz közeledve szürrealisztikus víziókat festett, például Vízió 1944.

## Emlékkiállításai
Emlékkiállításokat rendeztek tiszteletére 1948-ban a Fővárosi Képtárban, 1966-ban a Magyar Nemzeti Galériában, 1995-ben a Ferenczy Múzeum Szentendrei Képtár és Kamaratermében, 2009-ben a Budapesti Történeti Múzeumban. 2006-ban a Haas Galériában (Budapest) rendeztek kiállítást a KUT művészcsoport alkotásaiból, a jeles társulatban szerepelt Paizs Goebel Jenő.

## Művei (válogatás)[9]

### Olajfestmények
- Festő és modell (Vénusz) (1923 magántulajdonban)
- Szent Sebestyén (1927 Magyar Nemzeti Galéria, Budapest
- Vihar után (Eső után) (1927 magántulajdonban)
- Kékruhás nő (c. 1927 magántulajdonban)
- Fürdő nők (1928 magántulajdonban)
- Tulipánok (1928 magántulajdonban)

### Vegyes technika
- Aranykor: Önarckép galambokkal (Tempera, fa, 1931 MNG)
- Csendélet (Tempera, furnér, 1932 Janus Pannonius Múzeum, Pécs
- Tél (Olaj, fa, 1932, MNG)
- Lepkék (Őserdőben) (Tempera, farostlemez, 1933, Ferenczy Múzeum, Szentendre
- Őserdőben II (Olaj, tempera, fa, 1933, Ferenczy Múzeum, Szentendre)
- Patakpart (Tempera, fa, 1934, Ferenczy Múzeum, Szentendre)
- Madárdal (Tempera, fa, 1934, Ferenczy Múzeum, Szentendre)

## Művésztelepi és társasági tagsága
- Nagybányai művésztelep
- Szentendrei művésztelep
- KUT
- KÉVE

## Külső hivatkozások
- Művei a Képzőművészet Magyarországon honlapján
- Élete, munkássága, néhány képe az artportalon
- Paizs Goebel Jenő aláírása, fotója és 47 festménye, grafikája fotóval Archiválva 2012. január 1-i dátummal a Wayback Machine-ben